# Campionato del mondo sportprototipi 1977
Il Campionato mondiale marche 1977 (en. World Championship for Makes 1977), è stata la 6ª edizione del Campionato del mondo sportprototipi. Questa edizione del Campionato del mondo, avvenne con gare separate, disputate però negli stessi circuiti, dove in alcune competizioni correvano modelli sport di Gruppo 6 e altre in cui correvano le Gran Turismo di Gruppo 5. 

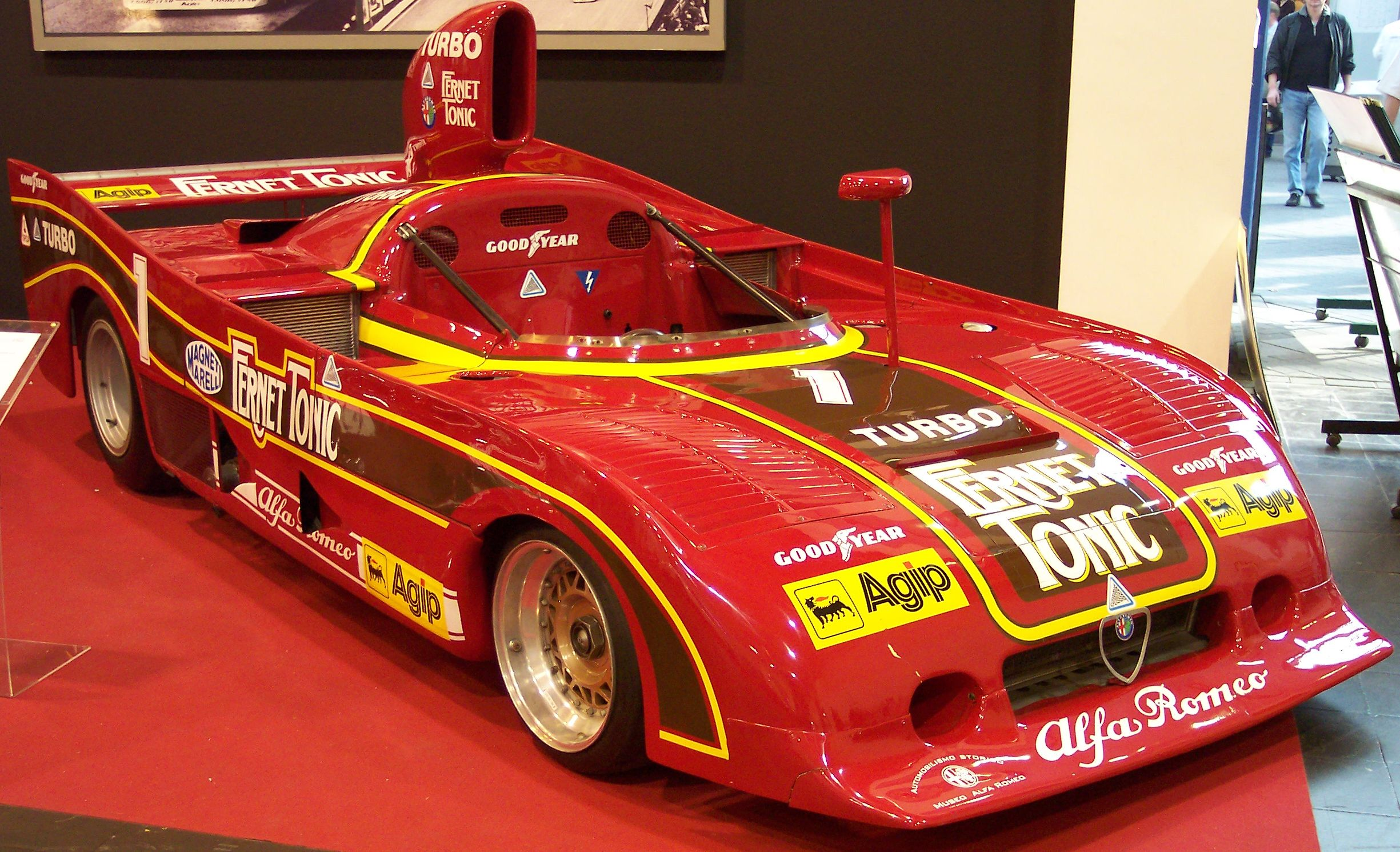
L'Alfa Romeo 33 SC12 vincitrice del campionato

Nelle Gruppo 6 avvenne il dominio assoluto dell'Alfa Romeo, che con l'Alfa Romeo 33 SC12 vinse tutte le otto gare del campionato del mondo, affrontando però automobili del Gruppo 6 sportprototipi, mentre nel Gruppo 5 ci fu la sfida tra Porsche e BMW dove la casa di Stoccarda ebbe la meglio sulla bavarese, il tutto però in competizioni diverse per assegnare due titoli mondiali in categorie diverse
Nella categoria Gruppo 6 fu l'Alfa Romeo a vincere tutte le gare, a differenza del Gruppo 5 dove fu la Porsche a vincere tutte le gare.

## Gruppo 6

### Risultati
| Nº | Data         | Gara                                       | Costruttore vincitore | Piloti vincitori                   |
| -- | ------------ | ------------------------------------------ | --------------------- | ---------------------------------- |
| 1  | 17 aprile    | 500 Km di Digione                          | Alfa Romeo            | Arturo Merzario Jean-Pierre Jarier |
| 2  | 24 aprile    | Trofeo Filippo Caracciolo 500km            | Alfa Romeo            | Vittorio Brambilla                 |
| 3  | 2 giugno     | Trofeo Ignazio Giunti                      | Alfa Romeo            | Vittorio Brambilla                 |
| 4  | 19 giugno    | Coppa Florio                               | Alfa Romeo            | Arturo Merzario                    |
| 5  | 10 luglio    | Premio internazionale della Costa del Sole | Alfa Romeo            | Arturo Merzario                    |
| 6  | 24 luglio    | 500 km di Le Castellet                     | Alfa Romeo            | Arturo Merzario Jean-Pierre Jarier |
| 7  | 4 settembre  | 250 Km di Monza                            | Alfa Romeo            | Vittorio Brambilla                 |
| 8  | 24 settembre | 300 km di Salisburgo                       | Alfa Romeo            | Vittorio Brambilla                 |

### Classifica
Note I punti evidenziati in corsivo sono quelli scartati dal conteggio finale come da regolamento.
| Pos | Costruttore | Rd 1 | Rd 2 | Rd 3 | Rd 4 | Rd 5 | Rd 6 | Rd 7 | Rd 8 | Totale |
| --- | ----------- | ---- | ---- | ---- | ---- | ---- | ---- | ---- | ---- | ------ |
| 1   | Alfa Romeo  | 20   | 20   | 20   | 20   | 20   | 20   | (20) | (20) | 120    |
| 2   | Osella      | 15   | 15   | 12   | 12   |      | 4    | 15   |      | 73     |
| 3   | Lola        | 12   | 4    |      |      | 10   | 6    | 6    | 10   | 48     |
| 4   | Chevron     | 8    | 3    | 10   |      |      | 12   | 8    |      | 41     |
| 5   | Sauber      |      |      |      | 15   | 8    | 8    |      |      | 31     |
| 6   | TOJ         |      |      |      |      |      | 15   |      |      | 15     |
| 7   | AMS         |      |      | 4    |      |      |      | 10   |      | 14     |
| 8   | McLaren     |      | 10   |      |      |      |      | 3    |      | 13     |
| 9   | March       |      |      |      |      |      |      |      | 8    | 8      |

## Gruppo 5

### Risultati
| Nº | Data         | Gara                    | Costruttore vincitore | Piloti vincitori                           |
| -- | ------------ | ----------------------- | --------------------- | ------------------------------------------ |
| 1  | 6 febbraio   | 24 Ore di Daytona       | Porsche               | Hurley Haywood John Graves Dave Helmick    |
| 2  | 20 marzo     | 6 Ore del Mugello       | Porsche               | Rolf Stommelen Manfred Schurti             |
| 3  | 15 maggio    | 6 Ore di Silverstone    | Porsche               | Jochen Mass Jacky Ickx                     |
| 4  | 29 maggio    | 1000 km del Nürburgring | Porsche               | Tim Schenken Rolf Stommelen Toine Hezemans |
| 5  | 9 luglio     | 6 Ore di Watkins Glen   | Porsche               | Jochen Mass Jacky Ickx                     |
| 6  | 20 agosto    | 6 Ore di Mosport        | Porsche               | Ludwig Heimrath Paul Miller                |
| 7  | 25 settembre | 6 Ore di Brands Hatch   | Porsche               | Jochen Mass Jacky Ickx                     |
| 8  | 9 ottobre    | 6 Ore di Hockenheim     | Porsche               | Bob Wollek John Fitzpatrick                |
| 9  | 23 ottobre   | 6 Ore di Vallelunga     | Porsche               | Luigi Moreschi Dino                        |